# Zdeněk Cieslar
Zdeněk Cieslar (* 13. prosince 1973) je bývalý český fotbalový obránce.

## Fotbalová kariéra
V československé a české lize hrál za FC Vítkovice a FC Boby Brno. Nastoupil v 70 utkáních. Dále hrál ve druhé lize za FK Třinec a NH Ostrava.

## Ligová bilance
| Ročník                                   | Zápasy | Góly | Klub         |
| ---------------------------------------- | ------ | ---- | ------------ |
| 1. československá fotbalová liga 1991/92 | 17     | 0    | FC Vítkovice |
| 1. československá fotbalová liga 1992/93 | 20     | 0    | FC Vítkovice |
| 1. česká fotbalová liga 1993/94          | 25     | 0    | FC Vítkovice |
| 1. česká fotbalová liga 1994/95          | 8      | 0    | FC Boby Brno |
| CELKEM                                   | 70     | 0    |              |